# Bözberg AG
| AG ist das Kürzel für den Kanton Aargau in der Schweiz. Es wird verwendet, um Verwechslungen mit anderen Einträgen des Namens Bözberg zu vermeiden. |

Bözberg, im schweizerdeutschen Ortsdialekt Böözbrg [ˈbøːt͡sbrg], ist eine Einwohnergemeinde im Schweizer Kanton Aargau. Sie gehört zum Bezirk Brugg und entstand ab dem 1. Januar 2013 durch die Fusion der Gemeinden Gallenkirch, Linn, Oberbözberg und Unterbözberg.

## Geographie
Das Gemeindegebiet erstreckt sich über eine sanft gewellte Hochebene im Tafeljura rund um den Bözbergpass, die im Südwesten in den Faltenjura übergeht. Die Hochebene fällt im Süden zum Aaretal ab, im Westen zu den Quelltälern der Sissle im Fricktal, im Norden zum Tal des Schmittenbachs und im Nordosten zum Reinerbach. Südlich der Passstrasse liegen die Dörfer Gallenkirch (565 m ü. M.) und Linn (570 m ü. M.), an der Strasse selbst die Weiler Neustalden (569 m ü. M.) und Vierlinden (514 m ü. M.). Von West nach Ost gesehen, reihen sich bis in etwa einen halben Kilometer Entfernung mehrere Weiler aneinander: Altstalden (583 m ü. M.), Birch (557 m ü. M.), Ursprung (507 m ü. M.) und Hafen (485 m ü. M.). Etwa eineinhalb Kilometer nördlich der Passstrasse liegen Egenwil (565 m ü. M.) und Kirchbözberg (479 m ü. M.), in über zwei Kilometern Entfernung Oberbözberg (539 m ü. M.). Der Weiler Überthal (456 m ü. M.) befindet sich nahe der nördlichen Gemeindegrenze im Lochmatttal.
Die Fläche des Gemeindegebiets beträgt 1550 Hektaren, davon sind 609 Hektaren mit Wald bedeckt und 116 Hektaren überbaut. Der höchste Punkt liegt auf dem Zeihergutsch am Linnerberg auf 757 Metern, der tiefste auf 402 Metern im Ital an der nördlichen Gemeindegrenze. Das ehemalige Gemeindegebiet von Linn ist Teil des Juraparks Aargau, einem «Regionalen Naturpark von nationaler Bedeutung». Die Nachbargemeinden sind Mönthal und Remigen im Norden, Riniken und Brugg im Osten, Villnachern im Süden, Schinznach und Zeihen im Südwesten sowie Böztal im Westen.

## Geschichte

Historisches Luftbild von Oberbözberg von Werner Friedli (1950)

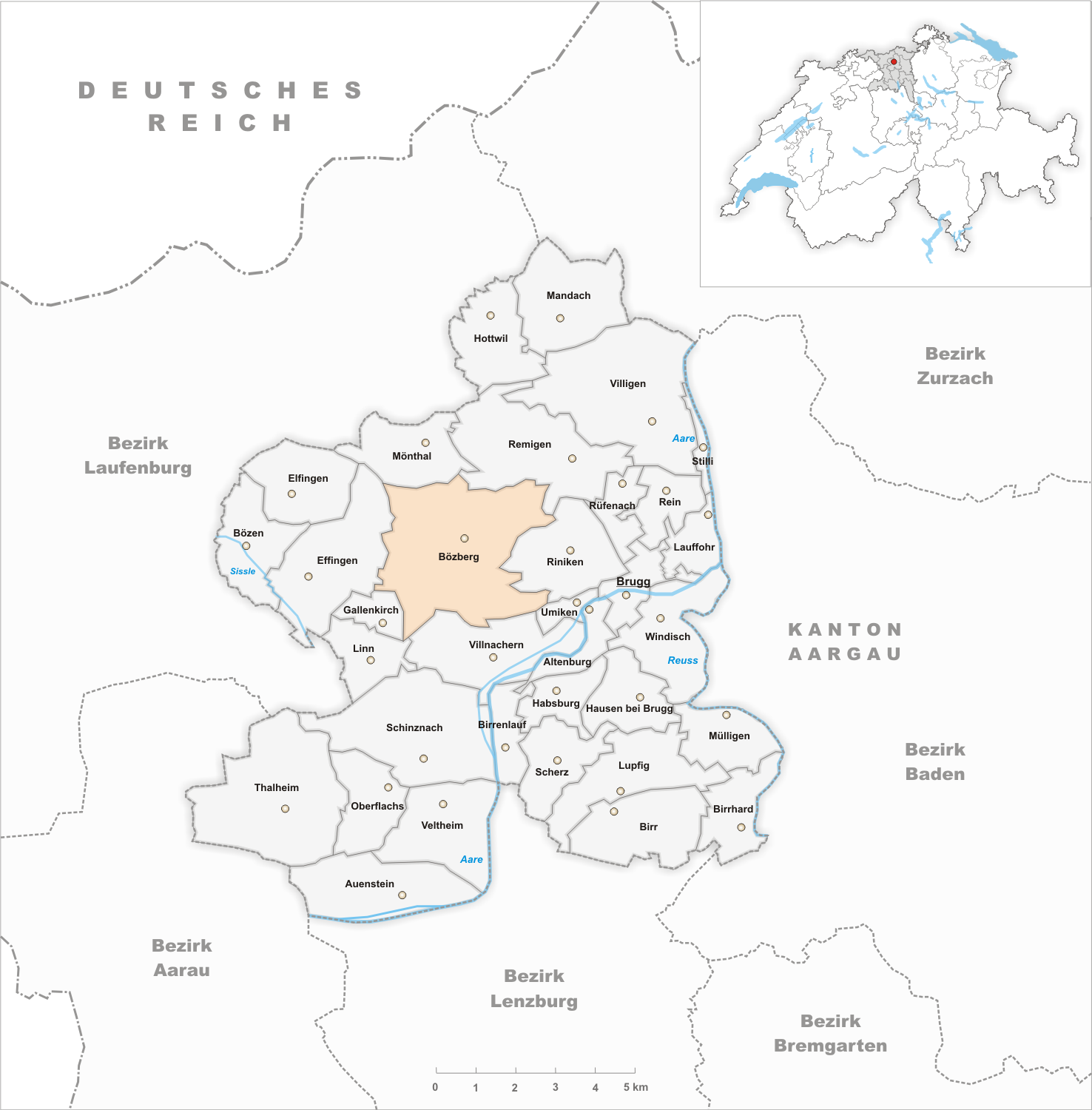
Gemeindestand vor der Abspaltung am 1. Januar 1873

Der Name Bözberg geht bis in die Zeit der Römer zurück: Der von Tacitus in den Historien erwähnte Mons Vocetius dürfte mit hoher Wahrscheinlichkeit der Bözberg gewesen sein. Im 13. Jahrhundert schufen die Habsburger aus ihren hochgerichtlichen und grundherrschaftlichen Rechten in der Region das Amt Bözberg. 1377 gelangte dieses an Rudolf von Schönau und wurde so Teil der Herrschaft Schenkenberg. Nach der Eroberung durch Bern war der Bözberg Gerichtsbezirk und Untervogtei. Von 1773 bis 1779 wurde die Passstrasse über den Bözberg korrigiert, teilweise verlegt und als leistungsfähige Chaussee ausgebaut.
Bözberg war die Bezeichnung einer früheren Gemeinde, die bis zu ihrer Aufteilung in die Gemeinden Oberbözberg und Unterbözberg im Jahr 1872 existierte. Sie umfasste das Gebiet beidseitig des Bözbergpasses und bestand aus den Ortschaften Altstalden, Birch, Egenwil, Neustalden, Oberbözberg, Hafen, Kirchbözberg, Ursprung, Überthal und Vierlinden. Hingegen gehörten Gallenkirch und Linn nicht zu dieser Gemeinde. Während des Zweiten Weltkriegs entstand im Raum Bözberg die umfangreiche Sperrstelle Bözberg.
2008 genehmigten die Stimmberechtigten von Gallenkirch, Linn, Oberbözberg und Unterbözberg den Vorschlag, die Fusion der vier Gemeinden zu prüfen. Am 2. Dezember 2011 nahmen die Gemeindeversammlungen den Fusionsvertrag an. Daraufhin bestätigten die Stimmberechtigten diesen Beschluss am 11. März 2012 in einer Abstimmung. Die vier Gemeinden schlossen sich am 1. Januar 2013 zur neuen Gemeinde Bözberg zusammen.

## Sehenswürdigkeiten
Die Liste der Kulturgüter in Bözberg enthält die reformierte Kirche Bözberg in Kirchbözberg sowie deren Pfarrhaus. Auf dem Gemeindegebiet bilden die Linner Linde und der Wasserfall im Sagenmülitäli besondere Naturdenkmäler.

## Wappen
Die Blasonierung des Gemeindewappens lautet: «In Grün gelbe ausgerissene Linde, im Schildhaupt vier fünfstrahlige gelbe Sterne.» Der Baum bezieht sich auf die weitherum bekannte Linner Linde, die Sterne symbolisieren die ursprünglichen Gemeinden.

## Bevölkerung
Am 31. Dezember 2023 lebten 1670 Menschen auf dem Gebiet der Gemeinde Bözberg, davon 12,3 % Ausländer. Bei der Volkszählung 2015 bezeichneten sich 46,2 % als reformiert und 22,3 % als römisch-katholisch; 31,5 % waren konfessionslos oder gehörten anderen Glaubensrichtungen an. 95,1 % gaben bei der Volkszählung 2000 Deutsch als ihre Hauptsprache an.

## Politik und Recht
Die Versammlung der Stimmberechtigten, die Gemeindeversammlung, übt die Legislativgewalt aus. Ausführende Behörde ist der fünfköpfige Gemeinderat. Er wird im Majorzverfahren vom Volk gewählt, seine Amtsdauer beträgt vier Jahre. Der Gemeinderat führt und repräsentiert die Gemeinde. Dazu vollzieht er die Beschlüsse der Gemeindeversammlung und die Aufgaben, die ihm vom Kanton zugeteilt wurden. Für Rechtsstreitigkeiten in erster Instanz ist das Bezirksgericht Brugg zuständig. Bözberg gehört zum Friedensrichterkreis VIII (Brugg).

## Wirtschaft
Auf dem Gebiet der Gemeinde Bözberg gibt es gemäss der im Jahr 2015 erhobenen Statistik der Unternehmensstruktur (STATENT) rund 370 Arbeitsplätze, davon 31 % in der Landwirtschaft, 10 % in der Industrie und 59 % im Dienstleistungssektor. Die meisten Erwerbstätigen sind Wegpendler und arbeiten in Brugg oder in den grösseren Gemeinden des Fricktals.

## Verkehr
Die wichtigste Verkehrsader der Gemeinde ist die Hauptstrasse 3 von Basel nach Zürich, die über den Bözbergpass führt und das Aaretal mit dem Fricktal verbindet. Nur die Weiler Neustalden auf der Passhöhe und Vierlinden liegen unmittelbar an dieser Strasse, die übrigen Weiler und Dörfer werden durch davon abzweigende Verbindungsstrassen erschlossen. Die Bözberglinie der Eisenbahn und die Autobahn A3 unterqueren das Gemeindegebiet, der nächstgelegene Autobahnanschluss befindet sich bei Effingen. Bözberg wird durch zwei Postautolinien an das Netz des öffentlichen Verkehrs angebunden, die ihren Ausgangspunkt am Bahnhof Brugg haben: Linie 137 führt direkt über die Passstrasse nach Frick, Linie 372 über Oberbözberg und Gallenkirch nach Linn. Im Netz der Wanderwege bildet der Jurahöhenweg die Hauptroute; er führt an der Linner Linde vorbei und zu einem guten Aussichtspunkt auf dem Linnerberg über dem Aaretal.

## Bildung
Die Primarschule und der Kindergarten des Bözbergs sind im Zuge der Gemeindefusion auf einen Standort konzentriert worden. Sie sind im Schulhaus der früheren Gemeinde Unterbözberg untergebracht, im Ortsteil Ursprung. Gallenkirch besass seit 1917 kein eigenes Schulhaus mehr, die dort lebenden Kinder besuchten den Unterricht in Linn. Die Linner Dorfschule wurde 2009 geschlossen, die Schule Oberbözberg (die nun von der Gemeindeverwaltung genutzt wird) im Jahr 2013. Sämtliche Oberstufen der obligatorischen Volksschule (Realschule, Sekundarschule, Bezirksschule) können in Brugg besucht werden. Die nächstgelegenen Gymnasien sind die Kantonsschule Baden und die Kantonsschule Wettingen.

## Persönlichkeiten

### In Bözberg AG geboren
- Liny Kull (1919–2007), Malerin und Mosaizistin